# United Paramount Network
Pour les articles homonymes, voir United Paramount.
United Paramount Network (connu sous le nom commercial UPN) était un réseau de télévision américain qui a diffusé ses premiers programmes le 16 janvier 1995. En 2006, il fusionne avec le réseau The WB. Le nouveau réseau s'appelle maintenant The CW.
Selon une estimation en 2003, le réseau rejoignait 91 689 290 foyers américains (85,98 %) à l'aide de 143 stations principales et 65 stations secondaires.

## Histoire
Tout comme The WB, UPN a été créé en réaction au succès du premier réseau à avoir remis en cause la suprématie des trois réseaux historiques (ABC, CBS et NBC) : le réseau Fox. UPN a été créé par la fusion de deux réseaux (United Television du groupe Chris-Craft Industries Inc. et Paramount Television du groupe Viacom) dont les stations — détenues en propre et/ou affiliées — ont constitué la base du nouveau réseau.
Le premier programme diffusé par UPN a été le premier épisode de la série Star Trek: Voyager.
Le 24 janvier 2006 est annoncée la fusion de UPN avec le réseau The WB pour former le nouveau réseau The CW.

## Canada
Au Québec, il était difficile de capter la station de faible puissance WWBI-LP (UPN Plattsburgh) via son ré-émetteur W14CK (Newport) qui rejoignait l'Estrie. Lorsque l'affiliation The WB est passée de WBVT (Burlington) à WFFF-TV (Fox Burlington) en mai 1999 en seconde affiliation, l'affiliation UPN est passée à WBVT (devenu WGMU en 2005), mais il était difficile de le capter via son ré-émetteur W52CD situé à St. Albans. Aucune de ces stations n'a été distribuée par câble.
En Ontario, Rogers Cable a été autorisé à distribuer la station affiliée WNLO (UPN Buffalo) sur le câble depuis son affiliation en 2002.
Au Canada, les distributeurs offraient la superstation WSBK-TV (UPN Boston).

## Séries diffusées

### Comédies
- Abby (en) (2003)
- All of Us (en) (2003-2006) puis sur The CW (2006-2007)
- As If (en) (2002)
- The Bad Girl's Guide (en) (2005)
- Classe Croisière (Breaker High) (1997-1998)
- Clueless (Sur ABC (1996-1997) puis sur UPN (1997-1999))
- Cuts (en)[1] (2005-2006)
- DiResta (en) (1998-1999)
- Eve (2003-2006)
- Tout le monde déteste Chris (Everybody Hates Chris)[2] (2005-2006) puis sur The CW (2006-2009)
- Girlfriends (2000-2006) puis sur The CW (2006-2008)
- Good News (en) (1997-1998)
- Grown Ups (en) (1999-2000)
- Guys Like Us (en) (1998)
- Half and Half (2002-2006)
- Head over Heels (en) (1997-1998)
- Hitz (en) (1997-1998)
- Homeboys in Outer Space (1996-1997)
- Darryl (en) (The Hughleys) (Sur ABC (1998-2000) puis sur UPN (2000-2002))
- In the House (en) (Sur NBC (1995-1996) puis sur UPN (1996-1999))
- Love, Inc. (en)[2] (2005-2006)
- Malcolm & Eddie (en) (1996-2000)
- Moesha (1996-2001)
- The Mullets (2003)
- One on One (2001-2006)
- Les Parker (The Parkers) (1999-2004)
- Pig Sty (en) (1995)
- Platypus Man (en) (1995)
- The Random Years (en) (2002)
- Reunited (en) (1998)
- Rock Me Baby (en) (2003-2004)
- Second Time Around (en) (2004-2005)
- The Secret Diary of Desmond Pfeiffer (en) (1998)
- Shasta (Shasta McNasty) (1999-2000)
- Social Studies (en) (1996-1997)
- Sparks (en) (1996-1998)
- Les Jumelles de Sweet Valley (Sweet Valley High) (en syndication (1994-1996) puis UPN (1997))

### Drames/Science-fiction/Action
- Les Âmes damnées (en) (All Souls) (2001)
- The Beat (en) (2000)
- Buffy contre les vampires (Buffy the Vampire Slayer) (Sur The WB (1997-2001) puis UPN (2001-2003))
- Burning Zone : Menace imminente (The Burning Zone) (1996-1997)
- Deadly Games (en) (1995)
- Freedom (en) (2000)
- Haunted (2002)
- Jake 2.0 (2003)
- Kevin Hill (2004-2005)
- Live Shot (en) (1995)
- Legacy (1998-1999)
- Legend (1995)
- Unité 9 (Level 9) (2000-2001)
- La croisière s'amuse, nouvelle vague (The Love Boat: The Next Wave) (1998-1999)
- Marker (1995)
- Space Hospital (Mercy Point) (1998-1999)
- L'Homme de nulle part (Nowhere Man) (1995-1996)
- Au-delà du réel (The Outer Limits) (2005-2006)
- Platinum (en) (2004)
- Roswell (Sur The WB (1999-2001) puis UPN (2001-2002))
- Secret Agent Man (2000)
- The Sentinel (1996-1999)
- Sept jours pour agir (Seven Days) (1998-2001)
- Sex, Love and Secrets[2] (2005)
- South Beach (2006)
- Special Unit 2 (2001-2002)
- Star Trek: Enterprise (2001-2005)
- Star Trek: Voyager (1995-2001)
- Deux privés à Vegas (en) (The Strip) (1999-2000)
- Swift Justice (en) (1996)
- La Treizième Dimension (The Twilight Zone) (2002-2003)
- The Watcher (en) (1995)
- Veronica Mars (2004-2006) puis sur The CW (2006-2007)

### Animation
- UPN Kids, bloc de programmation (1995-1999)
- Disney's One Too, bloc de programmation (1999-2003)
- The Disney Afternoon, bloc de programmation (1996-1999)
- Bureau of Alien Detectors (en) (1996)
- Dilbert (1999-2000)
- Game Over (en) (2004)
- Gary & Mike (en) (2001)
- Home Movies (en) (1999)
- The Incredible Hulk (1996-1997)
- The Mouse and the Monster (en) (1996-1997)
- Tootuff (2002-06)

### Jeux/Téléréalités
- America's Greatest Pets (1998)
- Top Model USA (America's Next Top Model) (2003-2006, puis sur The CW)
- Amish in the City (en) (2004)
- Britney and Kevin: Chaotic (2005)
- Chains of Love (2001)
- Get This Party Started (en) (2006)
- I Dare You: The Ultimate Challenge (en) (2000)
- Manhunt (en) (2001)
- R U the Girl (en)[3] (2005)
- Under One Roof (en) (2002)

### Sports et autres
- WWE SmackDown (1999-2006, puis sur The CW)
- XFL, deuxième match du dimanche (2000-2001)
- Téléfilms produits pour UPN